# Gongromastix orientalis
Gongromastix orientalis är en tvåvingeart som beskrevs av Grover 1964. Gongromastix orientalis ingår i släktet Gongromastix och familjen gallmyggor. Inga underarter finns listade i Catalogue of Life.